# KINO
KINO je prvi program s celodnevnim filmskim programom vseh žanrov medijske hiše Pro Plus. Program vključuje filme širokega nabora, od komercialnih uspešnic do filmskih maratonov. 

## Program
Na KINO se vsak dan predvajajo filmske uspešnice. Ob petkih so na sporedu zvečer grozljivke, ob sobotah filmski maratoni in ob ponedeljkih tujejezični filmi.

## Zgodovina
Program je ustvarilo multimedijsko podjetje Pro Plus leta 2011 za naročniški paket POP NON STOP, ki je ponujal šest tematskih programov: POP KINO, POP KINO 2, POP BRIO, POP FANI, POP OTO in POP SPOT. Pro Plus je paketu POP NON STOP s 1. aprilom 2013 spremenil poslovni model in tri najbolj priljubljene programe paketa  – BRIO, OTO in KINO odprl širšemu krogu gledalcev. 

## Omrežje
Pro Plus ponuja tematske programe BRIO, OTO in KINO v SD tehniki in jih gospodinjstva, ki so naročena pri TV-operaterjih (Telemach, T2, A1, Telekom Slovenije, Total TV in drugih), lahko spremljajo v že obstoječih programskih shemah in tudi če sprejemajo signal kabelskih, satelitskih, MMDS in IPTV sistemov. Od 1. aprila 2014 je program KINO na voljo tudi v visoki ločljivosti oz. v HD formatu pri Telemachu in Telekomu.